# Rubik-gömb

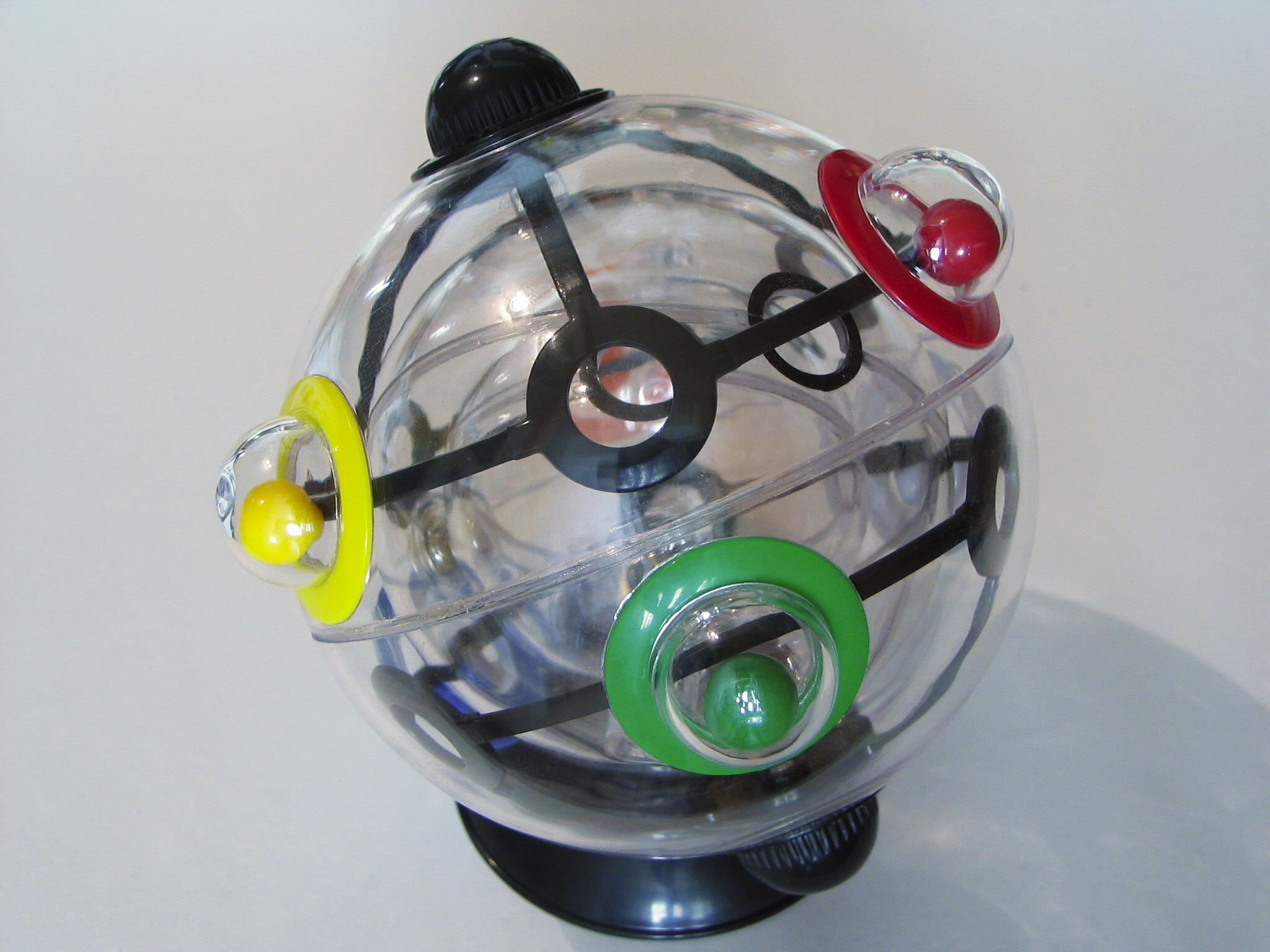
Rubik-gömb

A Rubik-gömb (angolul: Rubik's 360) 2009-ben megjelent három-dimenziós mechanikus logikai játék, amelynek feltalálója Rubik Ernő, aki a Rubik-kocka feltalálójaként szerzett hírnevet. A Rubik-gömböt 2009. február 5-én mutatták be a Nürnbergi Nemzetközi Játékvásáron, majd augusztusban világszerte is megjelentették.
Abban különbözik Rubik Ernő korábbi játékaitól, hogy nem a logikai algoritmusokra, hanem a kézügyességre helyezi a hangsúlyt. A játék három üreges gömbből áll. A játékos célja, hogy hat különböző színű golyó mindegyikét eljuttassa a legbelső gömbből a legkülső gömbön található egyező színű rekeszbe. Ehhez a golyókat a középső gömbön keresztül kell mozgatni, amelyen csak két lyuk található.

## Fordítás
- Ez a szócikk részben vagy egészben  a   Rubik's 360 című angol Wikipédia-szócikk fordításán alapul.  Az eredeti cikk szerkesztőit annak laptörténete sorolja fel. Ez a jelzés csupán a megfogalmazás eredetét és a szerzői jogokat jelzi, nem szolgál a cikkben szereplő információk forrásmegjelöléseként.